# Sudovis
Els sudovis, també anomenats jatvis o jatvingis (en lituà: Jotvingiai, Sūduviai; en letó: Jātvingi; en polonès: Jaćwingowie, en alemany: Sudauer), foren una tribu de la regió sud-est del Bàltic que establí relacions amb els lituans i els prussians. L'idioma que parlaven, el jatvingià (o sudovià) forma part de les llengües bàltiques, i és molt proper al prussià antic només que amb petites variacions. En estudis demogràfics efectuats al segle xix encara hi havia persones que s'identificaven amb l'ètinia dels sudovis.

## Sudòvia
El territori que principalment estigué habitat pels sudovis fou anomenat Sudòvia o Yotvíngia, al sud-oest del riu Nemunas, però també habitaren una altra regió al nord-est d'aquest riu, anomenada, Dainava. Actualment aquests territoris corresponen a tres països: el Voivodat de Podlàquia, que és una província de Polònia, una part de Lituània i una petita porció de la província de Hrodna de Belarús. Les ciutats que van ser assentaments dels sudovis són: Marijampolė i Merkinė (Lituània); Slonim i Kobryn (Belarús); Białystok i Lyck (Polònia).
Vytautas el Gran de Lituània escriví sobre la "terra Sudorum", en una carta adreçada a l'emperador Segimon I del Sacre Imperi Romanogermànic l'11 de març del 1420.

## Nom
La paraula Sūduva, segons Vytautas Mažiulis, deriva d'un hidrònim local *Sūd(a)vā, el qual procedeix de l'arrel bàltica *sū-, amb el siginificat de «vessar, fluir».
A. S. Kibin ha proposat que la paraula jotvingiai o jatviagi procedeix d'un nom de persona emprat en nòrdic antic Játvigr i voldia dir «els descendents de Játvígr», o «la gent de Játvígr», raonament que fa perquè en la saga de Knytlinga s'esmenta un personatge anomenat Játvígr. J. Pashka, també creu com Kibin, que deriva d'un patronímic, concretament del genitiu emprat en l'expressió Játvígs liðsmenn (ᛃᚨᛏᚢᛁᚴᛋ ᚱᛟᚦᛋ) que seria el nom d'una expedició vikinga comandada per un tal Játvígr que s'establí entre el russos a la vora del riu Nemurnas (la mateixa evolució es troba en les paraula Belarús). Pashka diu que la introducció d'un fonema nasal en la paraula original en nòrdic antic Játvíg, nom que apareix en el Tractat de Kíev del 944-945 fou probablement una errada d'escriptura, que ha perdurat fins al moment present.

## Història
Segons les Històries d'Heròdot, escriptor del segle V aC., els neuri (Νευροί, neuroi) foren la tribu que vivia més enllà dels camps dels escites, un dels pobles que habitaven a la riba del Hypanis (el riu Buh), a l'oest del Borysthenes (riu Dnièper). Aquesta és si fa no fa l'àrea de l'actual Belarús i la Polònia Oriental propera al riu Narew, i que coincideix amb el territori lingüístic dels sudovis, tenint en compte els topònims i hidrònims (per exemple la paraula Narew).
L'any 944, durant el tractat entre el príncep Igor de la Rus de Kiev i l'emperador romà d'Orient, els sudovis foren llogats pel governant rus per fer de mercenaris. També Vladimir I de Kíev, el 983, contractà sudovis per al seu exèrcit.
Claudi Ptolemeu al segle ii, esmentà els sudovis com el poble que habitava al costat dels galinds «Galindai kai Soudinoi» (Σουδινοί). El cronista Peter von Dusburg creia que galids i sudovis eren branques d'un mateix poble. En el Còdex d'Hipàtia, la font documental més important sobre la història dels antics russos, són esmentats amb diferents formes: Jatviagy, Jatviezie, Jatviažin, zemlia Jatveskaja, na zemliu Jatviažs´kuju i altres variants. En els textos en polonès es fa la transliteració dels termes en rus: Jazviagi, Iazvizite, Jazvizite, Yazvizite. En un tractat signat per l'Orde Teutònic el 1260, aquesta regió és anomenada en llatí terra Getuizintarum. Aquest nom és el que es feu servir en les comunicacions amb el papa: terra Jatwesouie, Gretuesia, Gzestuesie, Getuesia und Getvesia. Els cavallers teutons, per referir-se als habitants d'aquest territori empraven les paraules:Sudowite, Sudowia, in qua Sudowit.
En la sentència de Breslau, el 1325, en què l'emperador Segimon I cedia terres a l'Orde Livoniana, aquesta zona és anomenada Suderlandt alias Jetuen. En dues donacions (1253 i 1259) de Mendog, es van fer servir uns altres noms: Dainava, Deynowe, Dainowe, Denowe (que literalment vol dir «terra de cançons») i als boscos se'ls anomenava Deinova Jatvež («terra de cançons dels sudovis»).
Els sudovis foren una cultura de guerrers i foren coneguts per la seva fama com a caçadors i pel seu coratge com a guerrers, temuts per les altres tribus bàltiques. Un cap dels sudovis, anomenat Skalmantas, fou responsable per l'atac devastador a Pinsk, que era una ciutat del Principat de Turov. També Skalmantas fou el líder dels alçaments prussians.
Segons el cens efectuat pel clergat del bisbat de Grodno, a Belarús, el 1860 hi havia 30.929 habitants que s'identificaven com a pertanyents a l'ètnia dels jatvigs.